# Rachid Ghanuchi
Rachid Ghanuchi (árabe: اشد الغنوشي), también escrito Rashid Ghannouchi o Rached Ghannouchi, (Hamma, sur de Túnez, 1941) es un político, escritor y pensador tunecino. Es miembro fundador del partido islamista Ennahda, partido que preside desde 1991. De 1984 a 1987 presidió el Movimiento de Tendencia Islámica. Desde el 13 de noviembre de 2019 es el presidente de la Asamblea de Representantes del Pueblo después de que su formación ganara las elecciones legislativas del 6 de octubre de 2019.

## Biografía

### Infancia
Creció en la casa de su padre junto a sus padres, tíos, cuatro hermanas, cinco hermanos, y la primera esposa de su padre. Su padre, Sheikh Muhammad, era granjero, así como imam y muftí del pueblo; enseñó al joven Ghanuchi a respetar y memorizar el Corán desde temprana edad. 
Ghanuchi pasaba mucho tiempo en la casa de su tío Al-Bashir, escuchando los discursos del presidente egipcio Gamal Abdel Nasser en la radio. Al-Bashir ejerció una gran influencia en la formación de las ideas políticas de su sobrino.
Cuando terminó la Segunda Guerra Mundial y la ocupación de Francia por Alemania en 1945, los franceses volvieron a Túnez (entonces protectorado francés), para restablecer el statu quo. Se sintieron traicionados por los tunecinos y su regreso supuso el inicio de una ola de represión en un intento de erradicar los que habían apoyado a los alemanes durante la guerra. Con cinco años, Ghanuchi se enteró de que su tío, Al-Bashir, había sido encarcelado por ser miembro del Movimiento nacional tunecino cuyo líder, Habib Bourguiba, ansiaba lograr la independencia de Túnez. 
En 1952, los campesinos de la zona se movilizaron y se unieron a la resistencia. Durante una batalla cerca de su pueblo, fueron asesinadas cuatro fallaga o guerrillas y los cuerpos tirados en medio del mercado para disuadir a los vecinos a resistir al poder colonial francés. Según su biografía, en aquel momento Ghanuchi odiaba a los colonizadores franceses.

### Educación
En 1957, Ghanuchi y su familia se trasladaron a Gabès y, dos años después, se separó de sus padres y fue a Túnez capital para estudiar en la Universidad ez-Zitouna. En la capital, se dejó influir por la cultura occidental, que hizo que se alejara del islam, dejando de practicar el salat (oración ritual de los musulmanes).
Cuando se graduó en el año 1964, ya que siempre había sido gran admirador del proyecto nacionalista de Nasser, se fue a Egipto para seguir estudiando en la Universidad de El Cairo. Se quedó poco tiempo en la ciudad antes de trasladarse a Damasco, Siria, donde estudió filosofía en la Universidad de Damasco. Llegó a la universidad siendo defensor del nacionalismo árabe, sin embargo, su experiencia en la capital siria le llevó a replantearse sus opiniones políticas. Encontró a los nacionalistas sirios profundamente divididos: por un lado, los nasseristas, a favor de la reunificación con Egipto (después del fracaso de la República Árabe Unida 1958-1961) y, por otro, los baazistas, a favor del separatismo. De los discursos universitarios le impactó negativamente el laicismo del partido Baaz y la admiración que este sentía por Occidente. Como la gran mayoría de los estudiantes tunecinos que estudiaban en Damasco en aquella época, Ghanuchi aprovechó las vacaciones para viajar a Europa, donde observó de primera mano los defectos de la cultura occidental. 
Al tiempo que se sentía desilusionado con el nacionalismo árabe que encontró en Damasco, recibió la influencia de uno de su profesores, Adib Salah, orador en la mezquita y miembro de la Hermandad de los Hermanos Musulmanes en Siria. Ghanuchi empezó a leer la revista Al-Hadarah al-Islamiya (Civilización Islámica), publicada por Adib Salih, que consideró la mejor publicación islámica de la historia. En el campus conoció también al grupo Ikhwan (Hermandad de los Hermanos Musulmanes). El 15 de junio de 1966, Ghanuchi experimentó su “renacimiento”, renunciando tanto al nacionalismo laico como al islam tradicional a cambio de un “islam original”.
Después de obtener una licencia en filosofía, se mudó a Francia para continuar sus estudios en la Universidad de la Sorbonne de París. Mientras estudiaba, comenzó su actividad islámica entre los estudiantes árabes y musulmanes y, a finales de los años 60, regresó a Túnez.

### Movimiento de la Tendencia Islámica
En 1971, aparecían los primeros círculos islámicos en las mezquitas tunecinas y los centros educativos. Al año siguiente, se fundó la revista Al-Maarifa (El Conocimiento) y la asociación Yamaa islamiya (Comunidad Islámica). Tras casi una década de desarrollo a la sombra del poder, el Movimiento de la Tendencia Islámica (en adelante MTI) se fundó formalmente en agosto de 1979. Basado en el modelo de los Hermanos Musulmanes en Egipto, utilizaba las mezquitas y los campus universitarios como instrumentos de reclutamiento. En el año 1972, se reunieron por primera vez los miembros fundadores del MTI para establecer sus objetivos principales: la reapropiación de la mezquita, la penetración en las universidades y la adopción de un perfil diferenciado en cuanto a la ropa y el comportamiento etc.  
Inspirado por la revolución islámica en Irán de 1979, Ghanuchi, uno de los miembros fundadores, declaró públicamente que el islam iba a ganar nuevas posiciones pasando al ataque para alcanzar un Estado islámico. Esta afirmación condujo a una ruptura en la relación entre el gobierno y el MTI y en 1980 los principales líderes del MTI fueron detenidos.
Ghanuchi se encontró encarcelado desde junio de 1980 hasta agosto de 1984. Durante este período, tradujo y escribió varios libros sobre como el islam, el Corán y la democracia podrían ir a la par.
Como respuesta, y para evitar más detenciones, el MTI optó por la vía legal y el 6 de junio de 1981 presentó una demanda de autorización para la constitución de un partido político. Debido a la persecución sufrida por el MTI por parte del gobierno, el movimiento gozaba de una popularidad general. No obstante, el primer ministro Mohamed Mzali rechazó las peticiones del MTI para convertirse en partido político. 
Entre 1984 y 1986, la situación económica en Túnez empeoró, y el MTI ofrecía ayuda a los más necesitados. En 1985, el Movimiento propuso un referéndum sobre el Código de Estatuto Personal porque facilitaba la incorporación de la mujer al mundo laboral, lo cual agravaba el problema del desempleo masculino. En el mismo año, sucedió una ola de detenciones de los simpatizantes del MTI, a pesar de ello, la persecución del MTI lo hizo incluso más popular.
En 1987, varios miembros principales, Ghanuchi incluido, fueron detenidos y encarcelados de nuevo, acusados de un complot con la intención de establecer un Estado islámico. Dos atentados en los hoteles Sousse y Monastir en el mismo año hicieron que la persecución del MTI por el gobierno se intensificara. Circulaban rumores sobre un golpe de Estado por parte de los islamistas junto con el ejército.
Sin embargo, en noviembre de 1987, el primer ministro Ben Ali fue el que organizó un golpe de Estado por inhabilitación médica y reestructuró el burguibista Partido Socialista Desturiano, transformándolo en el Rassemblement Constititional Démocratique bajo su estricto control. 
Liberó a muchos presos políticos, Ghanuchi incluido, y estableció el islam como religión del estado, legalizando una organización estudiantil del MTI e invitándole a asistir a las reuniones para decidir acerca de la declaración filosófica y los objetivos políticos del Estado. Animado por la actitud positiva del nuevo régimen, el MTI renunció a la acción clandestina y trató de abrir una vía de diálogo con Ben Ali.  
En noviembre de 1988, Ben Ali invitó al MTI a participar en el Pacto Nacional. Dicha declaración suponía unas condiciones: rechazo de la violencia, adopción de la vía democrática y compromiso de no organizarse en el interior de instituciones como las fuerzas armadas. Por su parte, el gobierno empezó a negociar con los dirigentes islamistas, amplió el Consejo Superior Islámico y concedió la transmisión radiofónica de la llamada a la oración. A pesar de esto, todavía no permitió que los islamistas constituyesen un partido político.
El Pacto Nacional reconoció la centralidad de la herencia islámica de Túnez, el pluralismo y los derechos humanos, y parecía ofrecer al MTI una oportunidad para entrar en la política por la vía legal. Ante la prohibición por la Ley de Partidos de toda referencia religiosa, en febrero de 1989 el MTI se convirtió en Hizb Ennahda (Partido del Renacimiento) y volvió a solicitar el estatuto del partido político. Sin embargo, esta petición también fue denegada. Frustrados por la falta de reconocimiento por parte del gobierno, Ghanuchi y otros miembros de Ennahda se presentaron a la Asamblea Nacional en una lista independiente, ganando un 15% de los votos tras las elecciones de abril de 1989. Se revelaba así (Ennahda) como una alternativa a Ben Ali, que desencadenará una ofensiva contra el islamismo, provocando el exilio de Ghanuchi en mayo de 1989.  Dos años después, tras una serie de negociaciones conflictivas con el gobierno, Ennahda fue prohibido.

### Exilio
Al exiliarse en 1989, Ghanuchi viajó a varias ciudades principales de Europa, los EE. UU. y el mundo musulmán; en 1989, asistió a algunas conferencias islámicas en Chicago y Kansas City en los Estados Unidos.
Cuando estalló la Guerra del Golfo en 1990, se fue a Bagdad para intentar abrir un diálogo entre Bagdad y Riad. Ghanuchi y la mayoría de los miembros de Ennahda apoyaron la decisión de Ben Ali de rechazar el llamamiento de Arabia Saudí para la creación de una fuerza armada internacional, que incluyó soldados estadounidenses. Criticaba la presencia americana en la tierra de las ciudades santas (Medina y La Meca) y llamó al pueblo musulmán a luchar contra la coalición liderada por Estados Unidos y la OTAN que contaba con aliados árabes como Arabia Saudí y Egipto.
En el año 1991, le fue proporcionado un pasaporte diplomático por Hassan Turabi, líder del Frente Islámico Nacional de Sudán, y se marchó a Reino Unido, instalándose en Londres. 
Debido al lazo que Ghanuchi tenía con Sudán, la organización palestina Hamás, el régimen de Saddam Hussein por no mencionar su crítica del Estado israelí, perdió popularidad en los Estados Unidos y en 1991 se le denegó el visado para poder viajar a dicho país.
En 1992, fue acusado por el gobierno tunecino de conspirar contra el gobierno y le sentenciaron a cadena perpetua. Por este motivo, a pesar de la consternación del gobierno de Ben Ali, le fue concedido asilo en Reino Unido en 1993.
En 1995, participó en un congreso titulado “El islam frente a la modernidad”, organizado por la Universidad Islámica Internacional Averroes en Córdoba, España. Después de un solo día, fue llevado al aeropuerto en un coche de policía y expulsado de España.
Los líderes de Ennahda desarrollaron sus ideas en el exilio y Ghanuchi se convirtió en defensor de un islamismo más inclusivo y tolerante, apoyando la acción afirmativa para aumentar la participación de las mujeres en el parlamento. En esa misma línea, publicó varios libros durante su exilio londinense.

### Regreso a Túnez

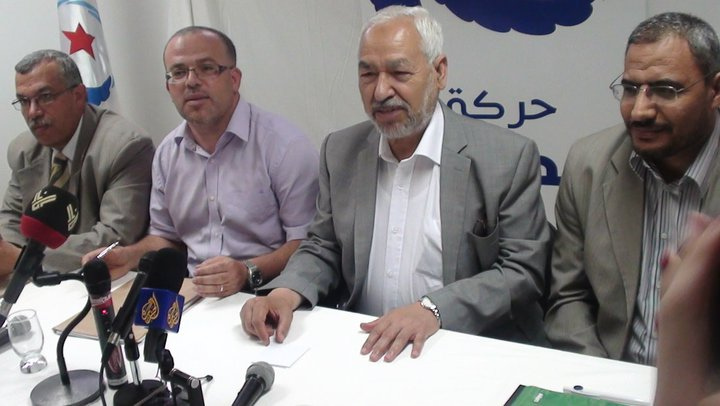
Rachid Ghanuchi en una conferencia de partido el 6 de julio de 2011.

En 2011, un joven vendedor tunecino, Mohamed Bouazizi, se inmoló después de un enfrentamiento con la policía. Este acontecimiento causó una serie de protestas y manifestaciones por todo el país en contra de la corrupción y la alta tasa de desempleo. Finalmente, después de aguantar una represión brutal por parte del gobierno, el pueblo consiguió el derrocamiento del dictador Ben Ali después de veinte años al mando en un histórico evento conocido como la Revolución de los Jazmines”.
Durante la inestabilidad de 2010-2011, Moncef Marzouki, presidente del partido tunecino Congreso para la República (CPR), entablaba largos debates con Ghanuchi y en 2011, después de más de veinte años en el exilio, Ghanuchi pudo regresar a Túnez. En junio del año 2011, prometió que, si Ennahda conseguía una mayoría en las elecciones de octubre, compartiría el poder en un gobierno de coalición.
Además, los líderes de Ennahda lanzaron un mensaje tranquilizador a la comunidad internacional y a los sectores laicos tunecinos en torno a la pretensión de no imponer la sharía ni revisar el código de familia. Ghanuchi explicó que su movimiento podría "encontrar el balance entre la modernidad y el islam" y prometió ser tolerante con "la igualdad de las mujeres y las actitudes morales liberales".
En el mismo año, Ennahda consiguió 89 de los 217 escaños, ganando las elecciones. Cumplió con su promesa y estableció una coalición de gobierno en la que estaban representados también dos partidos laicos: el CPR y el Bloque Democrático por el Trabajo y las Libertades (Takatool). Moncef Marzouki del CPR fue elegido presidente, Mustafa Ben Jaafar del Takatool presidente del Parlamento y Hammadi Jebali de Ennahda ocupó el puesto de primer ministro.
Uno de los mayores retos a los que se enfrentaba la nueva coalición fue decidir cómo apaciguar a los grupos salafistas. Compuestos de jóvenes musulmanes de los barrios más pobres que no se sentían representados por Ennahda, una organización que fue concebida por la clase media y, por consiguiente, tendían a optar por la violencia y muchos se marchaban a Siria para hacer la yihad y combatir en la guerra civil.
En 2012, se generó una gran polémica cuando se difundió un vídeo de Ghanuchi conversando con los salafistas; sin embargo, el presidente Marzouki fue convencido de que no implicaba ningún doble juego. En el mismo año, los salafistas atacaron la embajada estadounidense y una escuela americana en Túnez capital.
En 2013, los asesinatos de Chokri Belaid en febrero y de Mohamed Brahmi en julio condujeron a una manifestación en la Plaza de Bardo, exigiendo la dimisión del gobierno. En agosto de 2013, tuvieron lugar una serie de manifestaciones apoyando tanto al gobierno como al partido de la oposición, Nidaa Tounes. En 2013, Ennahda declaró el grupo salafista Ansar al-Sharia, grupo responsable tanto por los asesinatos como por el ataque a la embajada estadounidense, como organización terrorista, no obstante fue criticado por responder demasiado tarde. A pesar de la esperanza que inyectó la Revolución de los Jazmines al pueblo, siguió sufriendo por la alta inflación, los salarios bajos, el desempleo, la corrupción, el miedo y la inseguridad.  
En 2013, Ennahda propugnaba una ley de depuración, que prohibiría antiguos miembros del partido de Ben Ali, Beji Caïd Essebsi líder de la oposición incluido, presentarse a las elecciones durante cinco años. No obstante, bajo una presión acumulada por causa de los asesinatos de Belaid y Brahmi, el golpe de Estado en Egipto y la crisis de Bardo, decidió que sería prudente retirar su apoyo a la propuesta. Pese a sus objeciones, muchos miembros de Ennahda votaron a favor.
Al modificar la constitución tunecina de 1959, Ennahda propuso cambiar el término “igualdad” entre hombres y mujeres por “complementariedad”. Además, pretendía añadirle un artículo que castigara la “ofensa a lo sagrado”, es decir, prohibir la blasfemia por ley. No obstante, dentro de la coalición debía haber compromisos y, al final, no fueron aceptadas estas propuestas. En enero de 2014, el primer ministro Ali Laarayedh firmó la nueva constitución apoyada por la organización Amnistía Internacional por su reconocimiento de la libertad de expresión y de reunión, y la prohibición de la tortura.
Tal como se esperaba, Nidaa Tounes ganó las elecciones parlamentarias en octubre del mismo año, y en diciembre, ganó las elecciones presidenciales con Habib Essebi sustituyendo a Marzouki como presidente. Nidaa Tounes formó una coalición de gobierno en el año 2015 incluyendo a Ennahda.
El 18 de marzo de 2015, varios hombres armados tomaron el Museo Bardo, matando a 22 rehenes, en nombre del Estado Islámico. El ataque fue condenado por Ghanuchi, quien afirmó que tales actos no representaban ni al islam ni a la cultura tunecina. Tres meses después, un solo atacante entró en un hotel cerca de Sousse y mató a 38 turistas. Según Amnistía Internacional, hubo 138 arrestados tras los atentados de 2015.
El 7 de marzo de 2016, varios hombres armados, entrenados en Libia, entraron en la ciudad de Ben Gardane, ocupando la mezquita y atacando a las fuerzas de seguridad. 28 miembros de Nidaa Tounes renunciaron después del ataque y, como resultado, Ennahda se convirtió en el partido con el mayor número de escaños de la coalición.
La popularidad de Nidaa Tounes siguió en declive y perdió 800.000 votos en las elecciones de mayo de 2018 respecto a las de 2014. La victoria se le atribuyó a Ennahda que, a pesar de la caída en la participación de los inscritos (de un 68,4% en 2014 a un 35,6% en 2018), consiguió el mismo resultado.
El 1 de febrero de 2024, Rached Ghannouchi fue condenado a tres años de prisión por el tribunal de Túnez por financiación extranjera ilícita.

## Premios
Chatham House, Instituto de Política con base en Londres, les otorgó el Chatham House Prize de 2012 a Ghanuchi y Moncef Marzouki por “haber llegado a soluciones de avenencia aceptadas de mutuo acuerdo durante la transición democrática de Túnez”.

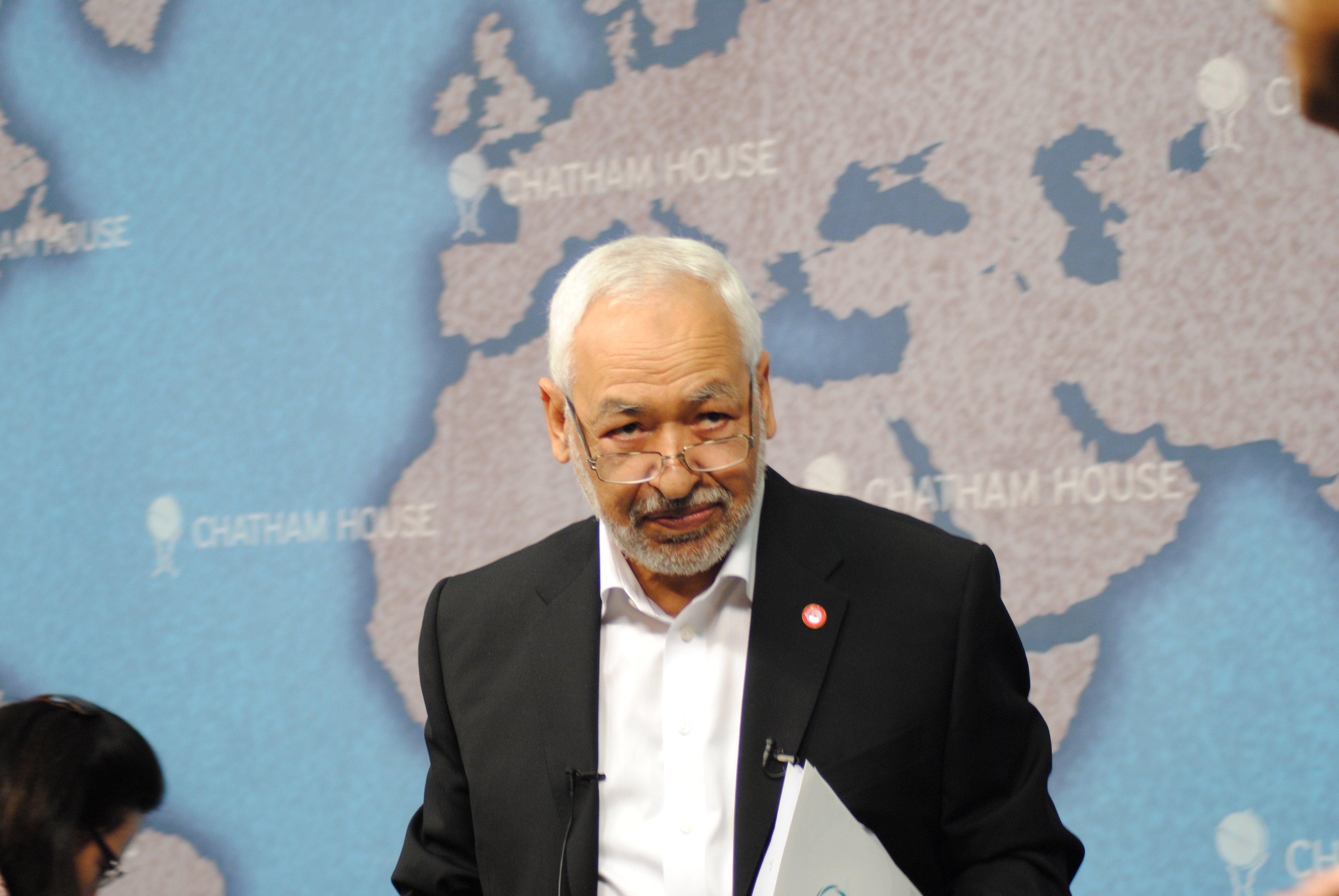
Rachid Ghanuchi en Chatham House, Londres en 2011.

En 2014, Ghanuchi ganó el Ibn Rushd Prize por “defender el islam moderno como pilar de la sociedad civil a través de actividad política e investigación académica, apoyando al establecimiento de un estado árabe democrático”.
A Ghanuchi y Béji Caïd Essebsi les fue otorgado el Founders´ Award por la organización Crisis Group en 2015 por “llegar a un consenso sobre el plan para realizar una transición pacífica e inclusiva”.
En 2016, la Jamnalal Bajaj Foundation le otorgó el Jamnalal Bajaj Award por “promocionar los valores de Ghandhi fuera de la India”.
En 2017, la Universidad Internacional Islámica de Malaysia le otorgó un “doctorado Honoris causa”.

## Publicaciones[20]
حقوق المواطنة: حقوق غير المسلم في المجتمع الإسلامي
Derechos de ciudadanía: Los derechos de los no musulmanes en la sociedad islámica. (Fecha de publicación: 1993).
القدر عند ابن تيمية
El destino para Ibn Taymiyah. (Fecha de publicación: 1995).
مقاربات في العلمانية والمجتمع المدني
Convergencias entre laicidad y sociedad civil (Fecha de publicación: 1999).
المرأة بين القرآن وواقع المسلمين
La mujer entre el Corán y la realidad de los musulmanes. (Fecha de publicación: 2000).
الحركة الإسلامية ومسألة التغيير
Los movimientos islámicos y la cuestión del cambio. (Fecha de publicación: 2002).
مسيرة الصحوة الإسلامية
La marcha del despertar islámico. (Fecha de publicación: 2005).
الوسطية السياسية عند الإمام يوسف القرضاوي
La moderación política del Imam Yusuf al - Qaradawi. (Fecha de publicación: 2009).
الحريات العامة في الدولة الإسلامية
Las libertades públicas en Los Estados Islámicos. (Fecha de publicación: 2012).
الديمقراطية وحقوق الإنسان في الإسلام
Democracia y Derechos Humanos en el islam. (Fecha de publicación: 2012).

#### Libros
HAMID, S. y MCCANTS, W., 2017. Rethinking Political Islam. Oxford: Oxford University Press. (ISBN: 0190649194).
LACOMBA, J., 2000. Emergencia del islamismo en el Magreb. Madrid: Los libros de la catarata. (ISBN-10: 8483190974).
LÓPEZ GARCÍA, B., 1997. El mundo arabo-islámico contemporáneo una historia política. Madrid: Editoriales síntesis S.A.  (ISBN-10: 8477384886).
MARZOUKI, M., 2013. Los senderos de la democracia. tr. J. VIVANCO. Barcelona: Ediciones Bellaterra S.L. (ISBN-10: 8472906264).
PERKINS, K.J., 2004. Historia del Túnez moderno. tr. M. LLINARES GARCÍA. Cambridge: Cambridge University Press. (ISBN-10: 8446023555).
TAMIMI, A.S., 2001. Rachid Ghannouchi A Democrat within Islam. Oxford: Oxford University Press. (ISBN-10: 0195140001).
VILLAMARIN PULIDO, L. A.,2017. Primavera Árabe: Radiografía en el Oriente Medio, Nueva York: Nook Press. (ISBN-10: 1538021188).
WOLF, A., 2017. Political Islam in Tunisia The History of Ennahda. Glasgow: Hurst Publishers. (ISBN-10: 1849048266).

#### Artículos
ÁLVAREZ-OSSORIO, I., «Primavera democrática árabe: ¿otoño islamista?». En: Cambio de ciclo: crisis, resistencias y respuestas globales. Anuario 2012-2013 / Manuela Mesa (coord.). Madrid: CEIPAZ-Fundación Cultura de Paz, 2012. ISSN 2174-3665, pp.107-122.
HERNANDO DE LARRAMENDI, M. y GOVANTES ROMERO, J., «Túnez Las elecciones municipales tunecinas del 6 de 
mayo de 2018» En: Observatorio Político y Electoral del Mundo Árabe y Musulmán. 2018.
https://ruidera.uclm.es/xmlui/handle/10578/17873
JOFFÉ, G., «A Primavera Árabe no Norte de África: origens e perspectivas de futuro» Relações Internacionais, 30 de junio de 2011. http://www.scielo.mec.pt/scielo.php?pid=S1645-91992011000200006&script=sci_arttext&tlng=es
KRAMER, M., 1994. «A U.S. Visa for Rachid Ghannouchi?» Policywatch, The Washington Institute for Near East Policy, número 121, 29 de junio. http://martinkramer.org/sandbox/reader/archives/a-u-s-visa-for-rachid-ghannouchi/
SZMOLKA, I., 2016. Reseña de Ignacio ÁLVAREZ-OSSORIO (ed.) (2015) En: La Primavera Árabe revisitada. Reconfiguración del autoritarismo y recomposición del islamismo, Pamplona: Thomson Reuters Aranzadi en Revista de Estudios Internacionales Mediterráneos, 20, pp.201-204.